# Monica Zetterlund sjunger Olle Adolphson
Monica Zetterlund sjunger Olle Adolphson är ett musikalbum med jazzsångerskan Monica Zetterlund kompad av Lasse Bagges orkester. Skivan innehåller sånger av trubaduren Olle Adolphson där även Zetterlund fick stora succéer med sångerna Trubbel och Nu har jag fått den jag vill ha.

## Innehåll
Alla låtar är skrivna av Olle Adolphson om inget annat anges.

### Sida A
1. Trubbel – 5:50
2. Siv och Gunne – 3:05
3. Jonne – 3:50
4. Vem? – 4:25
5. Prylar – 3:45
6. Regnets sång (Earl Zindars – svensk text: Olle Adolphson) – 2:50

### Sida B
1. Nu har jag fått den jag vill ha – 3:45
2. Rim i juli – 3:30
3. Törnrosa – 4:40
4. Vad tänker han på? – 5:25
5. År – 3:45
6. Nu kommer kvällen – 3:50

## Medverkande
- Monica Zetterlund — sång
- Lasse Bagge — arrangör, kapellmästare, piano
- Maffy Falay — trumpet
- Ulf Andersson — altsaxofon, tenorsaxofon
- Peter Gullin — barytonsaxofon, altsaxofon
- Bernt Rosengren — tenorsaxofon, altsaxofon, flöjt
- Tommy Koverhult — tenorsaxofon, flöjt
- Erik Nilsson — barytonsaxofon, basklarinett
- Rune Gustafsson — gitarr
- Johan Norberg — gitarr
- Sture Åkerberg — kontrabas
- Johan Dielemans — trummor